# Cañada de los Sauces
Cañada de los Sauces är en ort i Mexiko.   Den ligger i kommunen Tarímbaro och delstaten Michoacán de Ocampo, i den södra delen av landet, 220 km väster om huvudstaden Mexico City. Cañada de los Sauces ligger 2 022 meter över havet och antalet invånare är 813.
Terrängen runt Cañada de los Sauces är kuperad, och sluttar österut. Runt Cañada de los Sauces är det tätbefolkat, med 411 invånare per kvadratkilometer. Närmaste större samhälle är Morelia, 14,9 km söder om Cañada de los Sauces. I omgivningarna runt Cañada de los Sauces växer huvudsakligen savannskog.